# 萨拉丁·比塔尔
萨拉丁·比塔尔（1912年1月1日—1980年7月21日）是叙利亚政治人物，20世纪40年代初与米歇尔·阿弗拉克共同创立了阿拉伯复兴党。20世纪30年代初，在巴黎求学，两人制定了一种结合了民族主义和社会主义各个方面的学说。比塔尔后来在叙利亚的几个早期复兴党政府中担任总理，但随着该党变得更加激进，他与该党疏远了。1966年，他逃离该国，主要居住在欧洲，并一直活跃在政治上，直到1980年在巴黎被与哈菲兹·阿萨德政权有关的身份不明的杀手暗杀。